# James Mangold
James Mangold, född 16 december 1963 i New York i delstaten New York, är en amerikansk filmregissör, manusförfattare och filmproducent. Mangold är känd för att ha regisserat filmer som Walk the Line, The Wolverine och Logan – The Wolverine.

## Filmografi (i urval)
| 1988 | Oliver & gänget                               | Nej | Ja  | Nej      |
| 1995 | Heavy                                         | Ja  | Ja  | Nej      |
| 1997 | Cop Land                                      | Ja  | Ja  | Nej      |
| 1999 | Stulna år                                     | Ja  | Ja  | Nej      |
| 2001 | Kate & Leopold                                | Ja  | Ja  | Nej      |
| 2003 | Identity                                      | Ja  | Nej | Nej      |
| 2005 | Walk the Line                                 | Ja  | Ja  | Nej      |
| 2007 | 3:10 to Yuma                                  | Ja  | Nej | Nej      |
| 2010 | Knight and Day                                | Ja  | Nej | Nej      |
| 2013 | The Wolverine                                 | Ja  | Nej | Nej      |
| 2017 | Logan – The Wolverine                         | Ja  | Ja  | Exekutiv |
| 2017 | The Greatest Showman                          | Nej | Nej | Exekutiv |
| 2019 | Le Mans '66                                   | Ja  | Nej | Ja       |
| 2020 | The Call of the Wild – Skriet från vildmarken | Nej | Nej | Ja       |
| 2023 | Indiana Jones and the Dial of Destiny         | Ja  | Nej | Nej      |
| 2024 | A Complete Unknown                            | Ja  | Ja  | Nej      |